# KrasAir
KrasAir of Krasnojarsk Airlines (Russisch: Красноярские авиалинии) was een Russische luchtvaartmaatschappij met haar hoofdzetel in Krasnojarsk. Vanuit deze thuisbasis voerde KrasAir passagiers-, vracht- en chartervluchten uit, zowel binnen als buiten Rusland. In 2004 vormde ze samen met Omskavia, Sibaviatrans, Samara Airlines en Domodedovo Airlines de alliantie AirBridge, die in 2005 werd omgedoopt tot AiRUnion. In oktober 2008 is KrasAir gestopt.

## Geschiedenis
KrasAir is in 1993 opgericht als Krasnoyarsk Airlines of Krasnoyarskie Avialinii als opvolger van Aeroflots Krasnoyarsk-Yemiliavov divisie. In 1995 werd de naam gewijzigd in KrasAir. Tezamen met haar alliantiepartners hoopt ze in 2006 te fuseren tot de nieuwe maatschappij AiRUnion.

## Bestemmingen
KrasAir voert lijnvluchten uit naar: (juli 2007)
Binnenland:

Abakan, Adler-Sotsji, Anapa, Barnaoel, Blagovesjtsjensk, Tsjita, Jenisejsk, Hatanga, Irkoetsk, Kemerovo, Komsomolsk aan de Amoer, Krasnodar, Krasnojarsk, Kyzyl, Magadan, Mineralnje Vody, Moskou, Norilsk, Novosibirsk, Omsk, Petropavlovsk-Kamtsjatski, Rostov aan de Don, Sint-Petersburg, Tomsk, Oefa, Oelan-Oede, Vladivostok, Jakoetsk, Joezjno-Sachalinsk
Buitenland:

Almaty, Athene, Bakoe, Peking, Bisjkek, Chodzjand, Doesjanbe, Hannover, Harbin, Lissabon, Simferopol, Stuttgart, Tasjkent, Thessaloniki, Wenen.

## Vloot
De vloot van KrasAir bestaat uit: (juli 2007)
- 2 Iljoesjin Il-96-300
- 2 Iljoesjin Il-86
- 1 Iljoesjin Il-76TD
- 3 Boeing 767-200
- 4 Boeing 757-200
- 6 Boeing 737-300
- 2 Toepolev Tu-154B
- 12 Toepolev Tu-154M
- 4 Toepolev Tu-204-100
- 1 Toepolev Tu-214